# Heidi und Peter
Heidi und Peter és una pel·lícula dramàtica suïssa per a tots els públics dirigida el 1955 per Franz Schnyder i protagonitzada per Heinrich Gretler, Elsbeth Sigmund i Thomas Klameth. És una seqüela de la pel·lícula Heidi de 1952, adaptació de la novel·la Heidi de Johanna Spyri (1880). Va ser la primera pel·lícula suïssa rodada en color i una de les pel·lícules de major recaptació a Suïssa aquell any. Va participar al Festival Internacional de Cinema de Sant Sebastià 1956.

## Argument
Han passat dos anys des que Heidi i Klara es van separar. Els plans de Klara per visitar Heidi mai no funcionen. Des de llavors, Klara ha patit una recaiguda i, de vegades, ha de seure a la cadira.
Heidi està molt ocupada a l'escola. Només Peter passa el seu temps visitant-la a l'escola. Però no aprèn a llegir tan bé. Aleshores Heidi l¡ajuda amb diligència, ja que el professor no ho fa, i aviat Pere aprèn a llegir fluentment.
Klara finalment pot viatjar a Suïssa. Com Klara no pot caminar tan bé, Heidi i Peter no poden anar als Alps. Peter construeix un refugi específicament per a Heidi i també està molt enamorat d'ella. Als Alps, Peter ajuda un agrimensor a les muntanyes. Després de parlar amb els agrimensors, Peter vol assumir aquesta professió perquè després es pugui quedar a la muntanya. La formació costa molts diners, i la seva família és pobra. Envejós de Klara, li pren la cadira perquè marxi, però Klara ho aprofita per intentar tornar a caminar
Peter sempre és taciturn en comparació amb Heidi i Klara. Veu aparcar la cadira de rodes i l'empeny a la muntanya. El seu pla és que Klara marxi. Una nit, Peter ha tingut malsons sobre la seva mala actuació. L'Alpöhi arriba ràpidament i descobreix qui va empènyer la cadira de rodes. Però no diu res, perquè Klara s'incentiva per l'absència de la cadira per poder tornar a caminar.
En una terrible nit de tempesta, el poble queda inundat. No hi ha víctimes però si danys materials. Klara ajuda al a neteja. Per tal recaptar diners es fa un festival públic. Peter coneix el senyor Sesemann que vol que sigui l'enquestador del festival.

## Repartiment
- Heinrich Gretler - Alp-Öhi
- Elsbeth Sigmund - Heidi
- Thomas Klameth - Geissenpeter
- Emil Hegetschweiler - Mestre
- Willy Birgel - Sr. Sesemann
- Traute Carlsen - Àvia de Klara
- Anita Mey - Sta. Rottenmeyer
- Theo Lingen - Sebastian
- Isa Günther - Klara Sesemann
- Carl Wery - Dr. Classen
- Margrit Rainer - Mare de Peter